# Pol de Mont

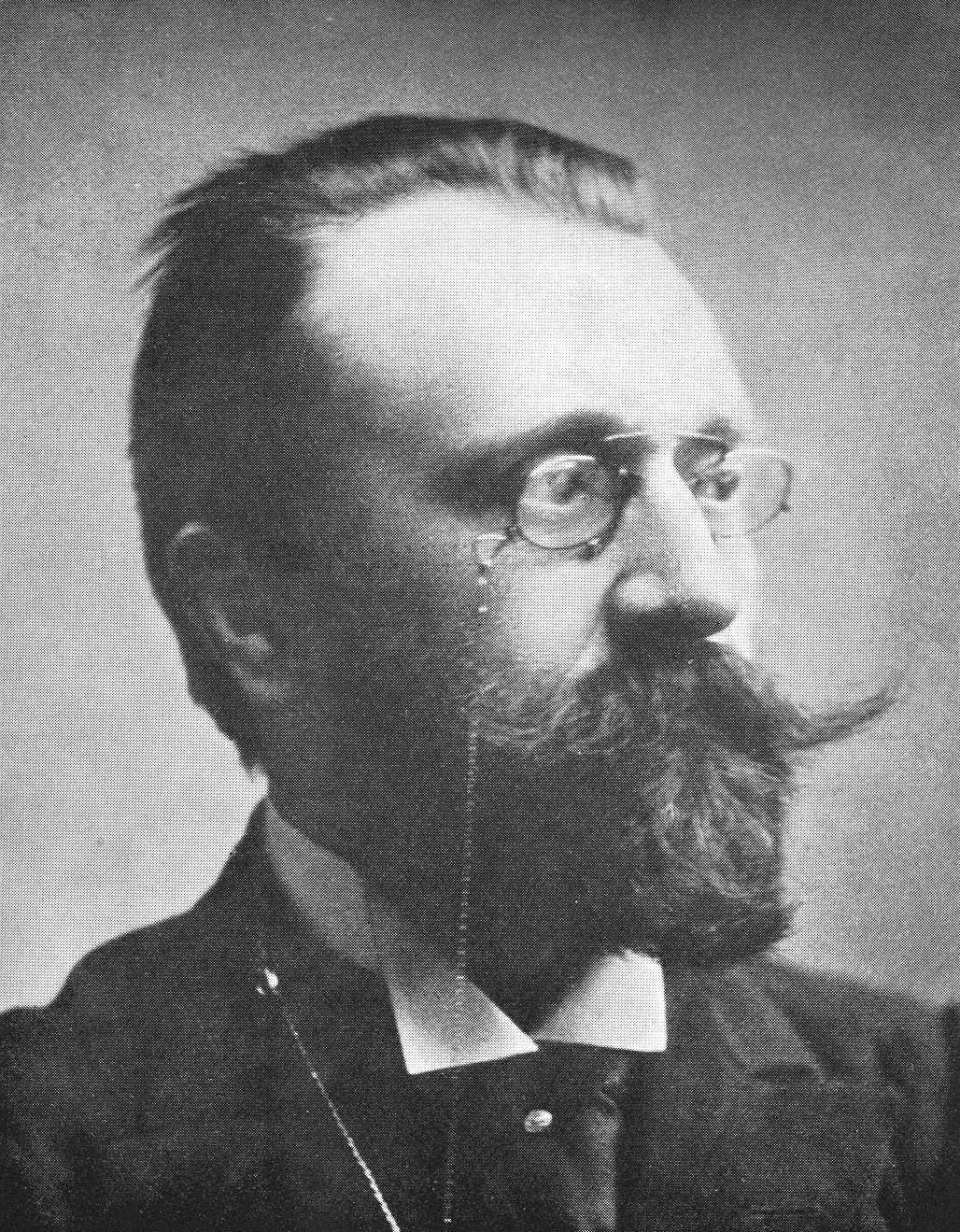
Pol de Mont (1896)

Karel Maria Polydoor „Pol“ de Mont (* 15. April 1857 in Wambeek bei Brüssel; † 29. Juni 1931 in Berlin) war ein flämischer Dichter.
Pol de Mont studierte an der Katholischen Universität Löwen Jura. Danach arbeitete er als Lehrer am Koninklijk Atheneum in Antwerpen. Er wurde Mitherausgeber der Zeitschrift De Vlaamse Gids. 1904 wurde de Mont zum Direktor des Museum der Schönen Künste Antwerpen ernannt. 1919 musste er von diesem Posten zurücktreten, weil er während des Ersten Weltkriegs zu den flämischen Aktivisten gehörte. Bis 1923 war er Chefredakteur der Zeitung De Schelde.
Pol de Mont war verheiratet mit Maria Joanna Jozefine van der Hulst.

## Werke
- Klimoprankskes (1875)
- Rijzende sterren (1879)
- Gedichten (1880)
- Lentesotternijen (1881)
- Idyllen (1882)
- Loreley (1882)
- Hendrik Conscience. Zijn leven en werken (1883)

- Idyllen en andere gedichten (1884)
- Fladderende vlinders (1885)
- Claribella (1893)
- Iris (1894)
- Dit zijn Vlaamsche wondersprookjes (1896)
- Dit zijn Vlaamsche vertelsels (1898)
- Drie groote Vlamingen (1901)
- Vlaamsche schilders der negentiende eeuw (1901)
- De schilderkunst in België van 1830 tot 1921 (1921)
- Zomervlammen (1922)
- Bloemlezing uit zijn poëzie (1932)
- Keurbladzijden uit het werk (1942)